# 马尔伯勒学院
马尔伯勒学院（Marlborough College）是一所位于英国威爾特郡马尔伯勒的男女同校的独立全寄宿学校，招收13至18岁的学生。该校创立于1843年，是英国最为古老的寄宿制学校之一。

## 著名校友
- 威爾斯王妃凱薩琳
- 西格夫里·萨松

## 关联学校

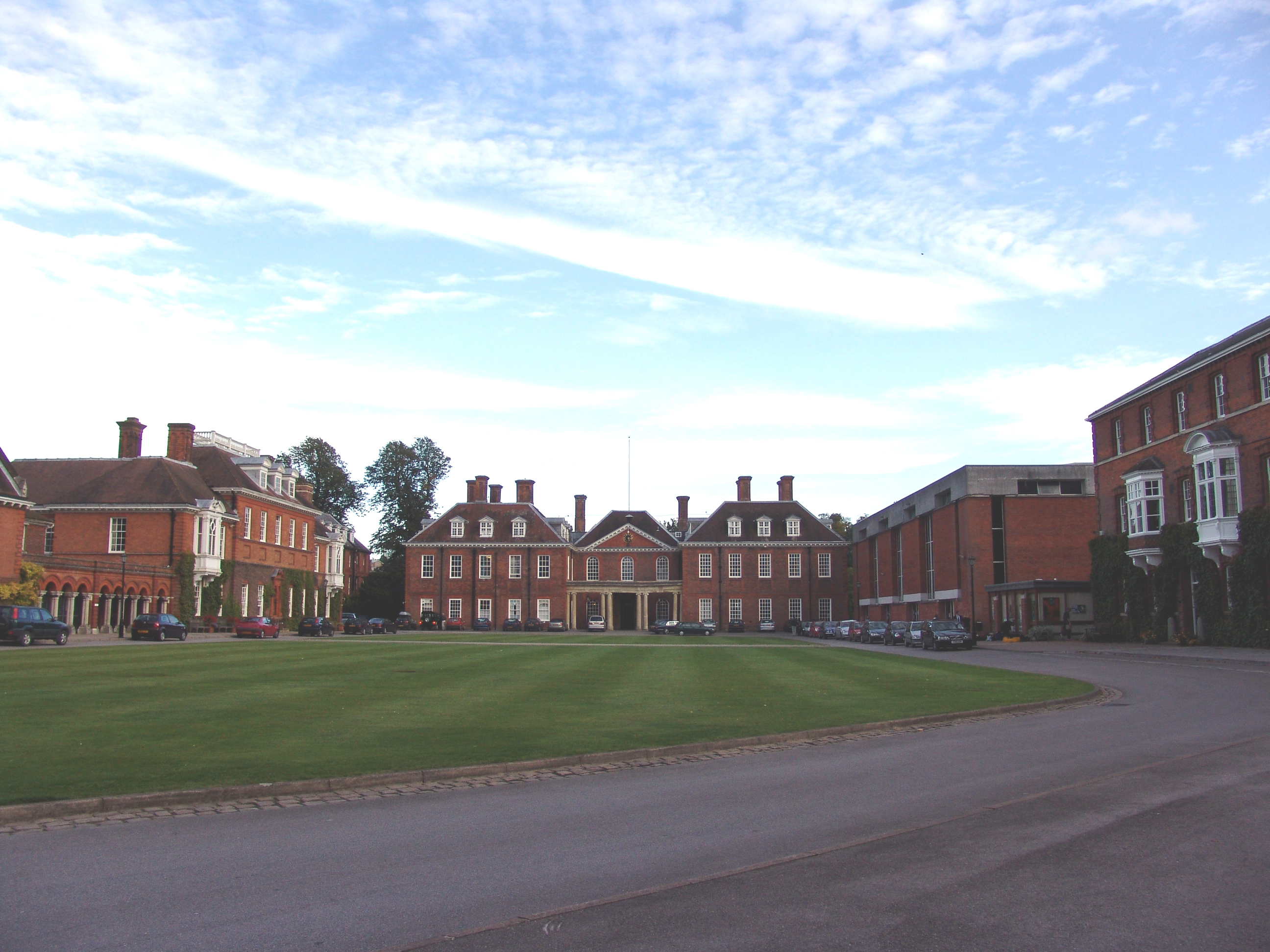
学校主大楼附近

- 马来西亚马尔伯勒学院